# Упите
Упите (жумуд. Opītė, лат. Opiten, пол. Upita, рос. Упить, Упита, біл. Упіть, Упіта, лит. Upytė) — село в Паневежиському районі Литви. Давніше — містечко. Розташоване біля річки Упіти, яка впадає в р. Невяжу, на відстані 12 км від м. Паневежиса. На автодорозі 195 «Кедайняй — Крекенава — Паневежис».

## Історія
Уперше Упить згадується в 1208 році, коли семигальці й лівонці організували загарбницький похід до Упить й програли. Назва Упить (лат. Opiten) згадується також у 1254 році в Лівонському літописі, що стосується поділів регіону Упмали, та поділу Семигалії між Ризьким архієпископом і Лівонським орденом. Упить входить у волость. В Упиті було збудовано дерев'яний замок на острові, який згодом став городищем, коли озеро Вешета було осушене. Замок був важливим північним оборонним форпостом проти численних набігів з Лівонії. Між 1353—1379 роками ця фортеця відбила десять таких нападів. Замок був розширений і укріплений у XV столітті, далі він служив резиденцією старост Упите. Від 1413 року Упить адміністративно належала Троцькому воєводству Великого князівства Литовського.
Упить була столицею Упитської землі (лит. Upytės žemė) у Великому князівстві Литовському. Пізніше цей регіон був перетворений на староство, що входило до складу Троцького князівства. У документі за 1556 рік зазначено, що Паневежис разом із 57 іншими містами й 359 селами був частиною цього староства. Від 1566 (до 1795 р.) Упить входить в Упитський повіт. У XVI столітті Упить почала втрачати своє значення, коли оборонний замок застарів, а Кракінове стало столицею Упітського староства в 1548 році. У той час Паневежис виріс і став центром економічного життя, «затьмаривши» м. Упить.
У 1593 року Упить з навколишніми селами назначена сеймом у власність королеві Ганні Молодшій, дружині короля Сигізмунда III Вази.
Постановою сейму 1614 року гродський суд з міста через його занепад перевели до Паневежиса. З Упиттю пов'язані політичні події навколо великого гетьмана Литовського Януша Радзивілла влітку 1655 року та шведського генерал-губернатора Магнуса Габріеля Делагарді.
В історії Упите відомий упітський маршалок Андрій (1666 р.) та гродський писар Упіті Ян (пом. після 1646 р.), які були синами упитського підкоморія Дмитра (1582—1649), який був сином князя Андрія Курбського.
Замок почав занепадати у XVII столітті після того, як місцеперебування старости було перенесено у Паневежис. Залишки замку зберігалися ще до XVIII століття.
У 1670 року Упить зарахована у власність королеви Елеонори, дружини короля Михайла. У 1742 році належало Белазорам.
У Російській імперії перебувало у складі Віленської губернії у 1801—1843 роках.
У 1836 році Упітський повіт з центром у містечку Упить був перейменований в Поневежеський. Упить розташована в 12 верстах від Паневежиса й 14 верст від м. Ковна.
У 1842 році цей повіт з містечком Упіть увійшов до складу новоствореної Ковенської губернії, та перебував там до 1918 року.
У 1885 році в Упиті було 14 будинків, 2 двори, католицький костел.

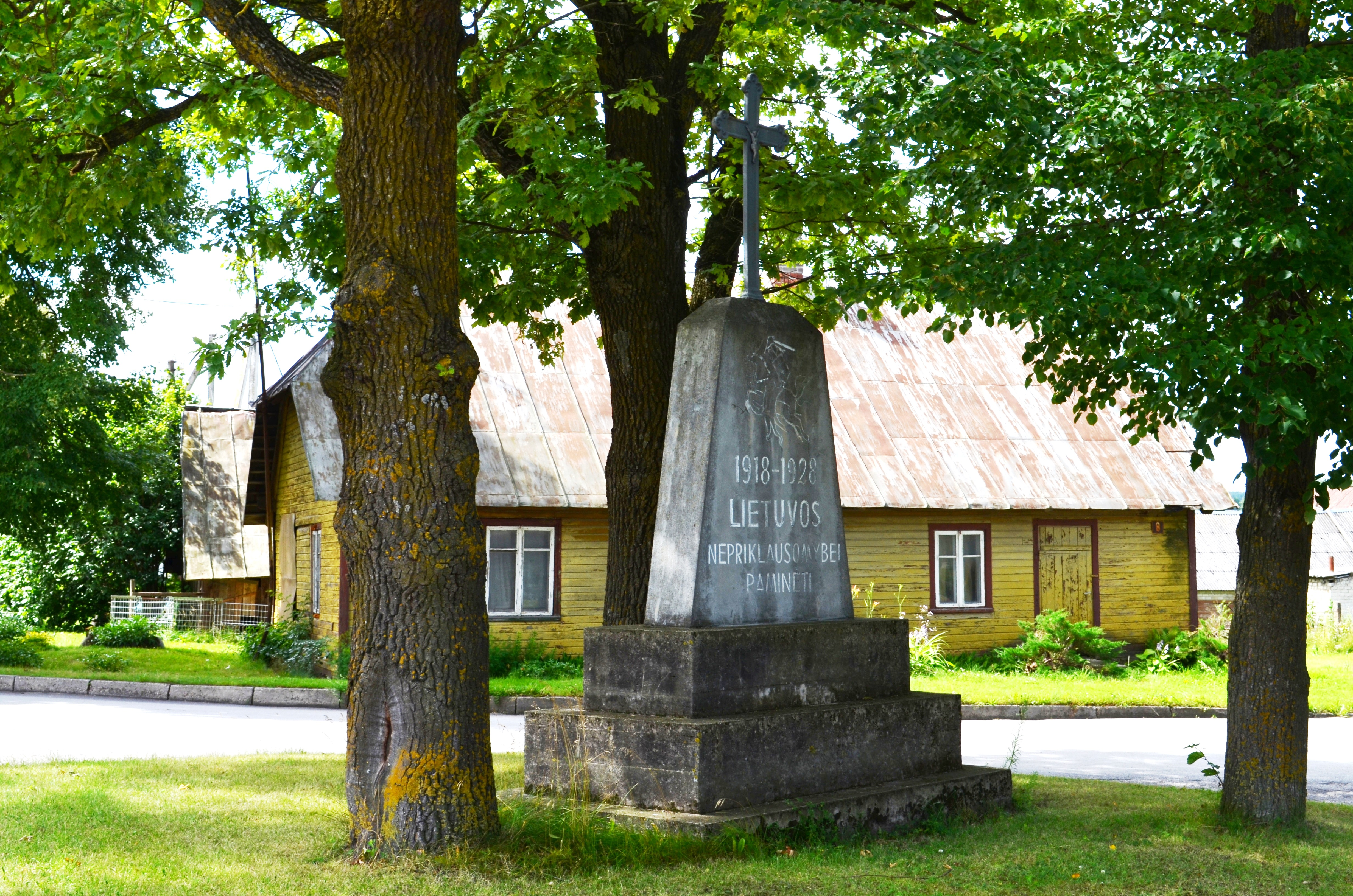
Пам'ятник Незалежності

У 1918—1940 роках Упіть в Упітському старостві й належить до волості Науяместіс.
У 1938 році археологи розкопали поблизу Упиті кладовище, датоване III-V століттями н. е., на якому було 51 могила жінок, чоловіків та дітей. Де також були залізні знаряддя праці й тогочасна зброя (вуздечки, сокири, ножі тощо), бронзові прикраси (браслети, шпильки, намистини тощо).
У 1940—1941 роках Упить входить в Упитський район, в 1941—1944 роках — в Упитське староство, у 1944—1995 роках — в Упитський район, від 1995 року — в Упитське староство.

## Релігія
У 1595 році був делегатом від м. Упиті на католицькому генеральному синоді у м. Торуні Станіслав Мінвид.
У XVI столітті в Упиті діяв кальвінський збір.
В Упиті була споруджена у 1787 р. католицька деревляна церква «святого Карла Боромея» на місці стародавньої церкви заснованої у 1742 році Станіславом Тишкевичем та його дружиною Євою Белазор. Встановлена чотиригранна дзвіниця з 2-ї половини XIX століття.
На церковному кладовищі могильна каплиця з надгробками місцевих поміщиків та дрібної знаті XIX ст. — ХХ ст. із записами: Віторт, Римвід — Міцкевич, Тотвен, Семелевич, Домашевич, Страшевич, Вільчинський, Вашкевич, Шабуневич, Швойницькі, Меєр.

## Відомі люди
- Владислав Сіцінський (1615—1672) — шляхтич гербу Правдич, похований у м. Упить; перший шляхтич, який зірвав Варшавський сейм у 1652 році, скориставшися правом «Liberum veto» (підкуплений для того Яном Радзивілом), на якому був послом від м. Упить.
- Адам Зорян Чарноцький (1784—1825) — відвідував Упіть

### Народилися
- Ігнат Івицький[be] (1783—1823) — професор Полоцької єзуїтської академії.
- Антанас Казіо Белазарас[lt] (1913—1976) — литовський композитор[7].
- Герман Магонас[ru] (1899—1941) — радянський військовик.
- Сігіта Маркевичене[lt] (нар. 1962) — литовська легкоатлетка, переможниця Паралімпійських ігор.

### Упитські старости
- Варфоломій Гінейтович, володар маєтку Пілсуди[8] (син Станіслава Гінеїта згадуваного в конституції 1499 р.)
- Острозький Костянтин Іванович[4] (1507—1522, 1529)
- Михайло Васильович Свинюський[4] (1540)
- Станіслав Гаштольд[4] (1542)
- князь Іван Крошинський[ru][4] (1546)
- Григорій Остік(інші мови)[4] (1546—1554)
- Йона Зарецький (1576)
- князь Петро Крошинський[4] (1579)
- Ян Глебович[4][9] (1585—1587, 1590—1594)
- Ян Ольбрахт Радзивіл (1621)
- Курч Євстахій Марцинович[be][10][11] (1618—1629, 1635)
- Ієронім Волович[4] (1610—1618)[12]
- Григорій Казимир Подберезький (1660)
- Михайло Казимир Радзивілл[13] (1668)
- Станіслав Костка Пузина
- Андрій Пузина[be][6] (1691)
- Франциск Гринцевич (1765)
- Христофор Пузина (1766, посесор)
- Пузина (1770)
- Йосиф Верещинський

## Цікаві факти
- Адам Міцкевич присвятив Упіті балладу «Перебування в Упіті».
- Майроніс присвятив Упіті поему «Чічінскас».